# Rhinecanthus
Rhinecanthus – rodzaj morskich ryb rogatnicowatych.

## Klasyfikacja
Gatunki zaliczane do tego rodzaju:
- Rhinecanthus abyssus
- Rhinecanthus aculeatus – rogatnica Picasso[3], rożek smużkowy[3]
- Rhinecanthus assasi
- Rhinecanthus cinereus
- Rhinecanthus lunula
- Rhinecanthus rectangulus
- Rhinecanthus verrucosus – rogatnica czarnobrzucha[potrzebny przypis]

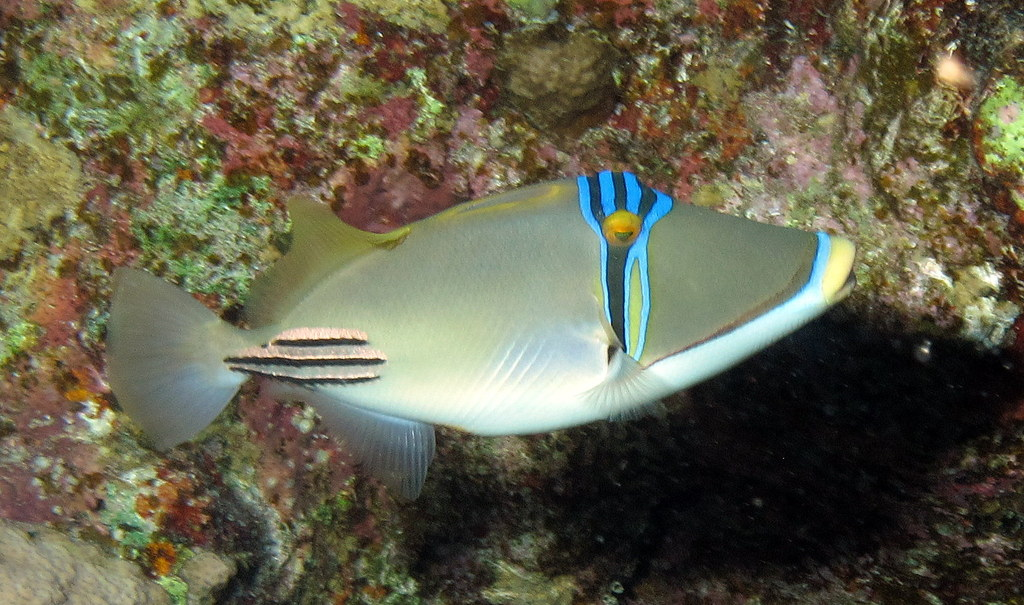
Rhinecanthus aculeatus
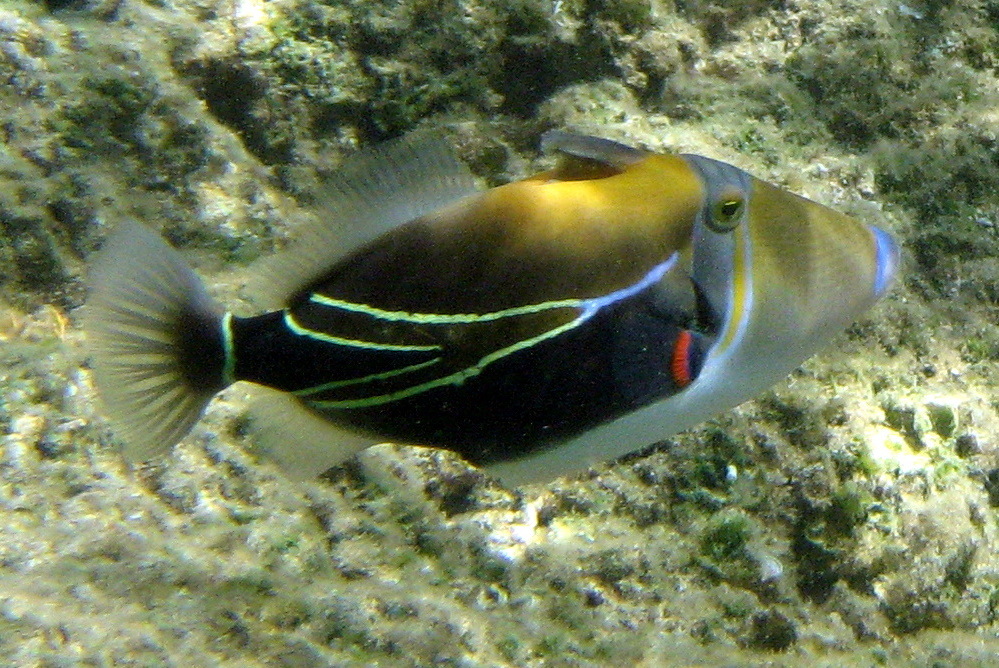
Rhinecanthus rectangulus
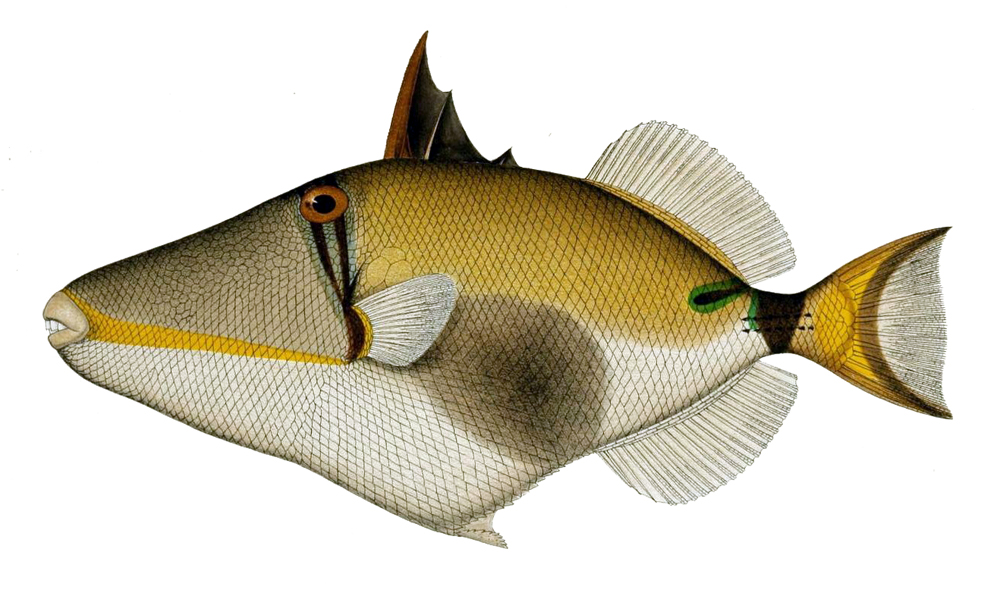
Rhinecanthus verrucosus